# ブラウン・ブラザーズ・ハリマン
ブラウン・ブラザーズ・ハリマン社（Brown Brothers Harriman & Co.）は、米系の投資銀行、証券会社、カストディアン。1818年創業。米国最古かつ最大手のプライベート・バンクである。1931年、ブラウン・ブラザーズとハリマン・ブラザーズが合併して誕生した。
「投資銀行業及び投資顧問業」、「資産管理業」、「企業・個人富裕層向け商業銀行業及び投資家向けサービス」という3つの主要事業で、全世界の顧客にサービスを提供している。商業金融機関のほか、世界規模の有価証券保護預かり、外国為替、未公開株式、企業の買収・合併、個人と機関のための投資管理、個人の信用と地所管理と証券仲介を提供している。合名会社として組織された同行は、北米、欧州、アジアの16事業所に約5,000人の専門職を抱えている。現在、同行は全世界に41人の共同経営者を擁し、証券保管機関として3.3兆ドルを管理し、1.2兆ドルの資産を保有している。
創業以来、職員の中から有力政治家や政府要人、閣僚を多数輩出したことで知られる。例えば、W・アヴェレル・ハリマン、プレスコット・ブッシュ、ジョージ・ハーバート・ウォーカー、ロバート・A・ラヴェット、リチャード・W・フィッシャー、ロバート・ローザ、アラン・グリーンスパンである。

## ファンドサービス業務

### カストディ業務（Custody）
顧客の有価証券や資産の保全・管理を行う金融サービス。主に資産保管、決済、データ管理、リスク管理などの機能を提供する。多くの場合、グローバルなサブカストディネットワークを活用し、各市場において信頼性の高い業者を選定することで、現地市場の情報と高水準のサービスを提供している。口座開設などの現地特有の手続きについても、専門のネットワークチームが支援することが一般的である。

### グローバル税務サービス（Global Tax）
国際投資に関する税務のリサーチ、オペレーション、ファンドの税務処理、欧州税務報告などを包括的に支援する業務。税制や規制の変化に対応し、投資ビークルや金融商品の税務最適化を図ることが目的とされる。税務専門チームがサービスチームに統合されており、顧客に対し業務に即した助言やインサイトを提供する体制が整えられている。

### ファンド会計業務（Fund Accounting）
投資信託やファンドの資産評価、純資産価値（NAV、基準価額）の算出などを通じて、ファンド運営を会計面から支援する機能である。国際的な業務運営体制と単一のテクノロジープラットフォームを活用し、業務の効率化と精度の向上が図られている。また、機械学習や人工知能などの先端技術を導入することで、例外処理やNAVのレビューを自動化し、リアルタイムでのモニタリングが可能とされている。

### ファンド管理業務（Fund Administration）
投資信託やファンドの運用に関する事務・規制対応・報告業務を一括して提供するサービス。ファンド会計業務と統合的に運用されることで、データの一元化が可能となり、複雑なファンド構造にも対応できる体制が整えられている。市場動向や規制変更に対する予見的な対応を重視し、規制当局、取締役会、投資家向けの報告業務の高度化が図られている。

### トランスファー・エージェンシー業務
投資信託の口座管理、取引処理、投資家対応などを担う機能である。投資家向けのサービス向上や流通チャネルの支援を通じて、資金調達や分配の効率化が図られている。リスク管理の水準は高く、サービス提供地域としてはルクセンブルク、アイルランド、イギリス、ケイマン諸島、バミューダ、香港、米国籍のオルタナティブファンドなどが含まれ、100か国以上の機関・ホールセール投資家に対応している。

## 歴史

### 銀行業開始前
ブラウン・ブラザーズ・ハリマン社は1800年、移民のアレグザンダー･ブラウン (Alexander Brown) が創業したリネン輸入企業に端を発する。さらに乾物販売業者として成功したのち、銀行業に参入した。

### 銀行業開始当初
最初のブラウン・ブラザーズ銀行は、アレグザンダー・ブラウンの息子4人によって1818年にフィラデルフィアにて設立され、ジョン・Ａ・ブラウン社と呼ばれていた。ニューヨーク支店はジョンとジェームズの兄弟によって開設され、事業全体はブラウン・ブラザーズ商会として知られるようになった。ニュー・ヨーク事務所は大半の取引を、リヴァプールの英国支店との間で行った。

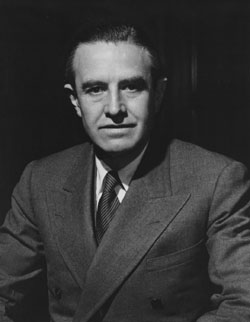
W・アヴェレル・ハリマン。ブラウン・ブラザーズ・ハリマンの共同設立者

1837年の恐慌後、ブラウン・ブラザーズは、貸金業の大半から撤退した。ジョンとジョージの兄弟は、別の2人の兄弟、ウィリアムとジェームズに、保有する自社株を売却した。この経済的混乱からの回復の間、彼らは為替と国際取引のみに集中する方を選んだ。ブラウン・ブラザーズは、1857年の恐慌時に業務を続けた数少ない銀行の1つで、アメリカとイングランドでいくつかの銀行を支援した。

### 合併
1931年1月1日、ブラウン・ブラザーズ社は2つの事業体と合併した。
1. ハリマン・ブラザーズ社（投資会社。鉄道資金を元手に1912年に創業）
2. ブラウン・ブラザーズ社

創業時の共同経営者は以下の通り。
- W・アヴェレル・ハリマン
- E・ローランド・ハリマン（英語版）
- モロー・デラノ
- サッチャー・M・ブラウン・シニア
- プレスコット・ブッシュ
- グレンジャー・ケント・コスティキアン（英語版）
- ルイス・カーティス
- ロバート・A・ラヴェット
- レイ・モリス
- ナイト・ウーリー

タイム誌（1930年12月22日号）がこの合併を発表した際に同誌が注目したのは、会社の創業共同経営者16人のうち11人までがイェール大学の卒業生という点であった。10人の初期共同経営者のうち、モロー・デラノとサッチャー・ブラウンを除く8人は皆、スカル・アンド・ボーンズの会員であった。
同行の共同経営者W・アヴェレル・ハリマンは大使・政治家で、第二次世界大戦中にはウィンストン・チャーチルとフランクリン・ローズヴェルトの関係を取り持った。ブラウン・ブラザーズ・ハリマンとその前身企業の歴史的記録の一部は、ニュー＝ヨーク歴史協会の原稿集に収蔵されている。

プレスコット・ブッシュ。ブラウン・ブラザーズとハリマン・ブラザーズの合併後共同経営者に就任

## 事業の焦点
共同経営者間での合意を要したことはブラウン・ブラザーズに保守的対応をさせる結果を招き、同行は古臭い企業として認識されるようになった。ブラウン・ブラザーズは裕福な顧客、具体的には「世襲資産家」のためのプライベート・バンキング・サービスで特に著名であり、同行の共同経営者の多くも「世襲資産家」の出である。
しかし1990年代を通じて、同行はその固定観念を払拭する措置を取ってきた。世襲資産家向け事業は銀行の資金管理事業の3分の1を占め、近年では、投資可能な資産を500万ドル以上有する裕福層の個人を新規獲得しようとしている。同行は民間企業にも、同様の投資運用サービスを提供している。

### 他の銀行事業
ブラウン・ブラザーズは合併への助言や商業貸付全般にも関わり、日用品の輸入会社との事業が3分の1を占める。銀行の主な収益源は、ウォール街で株を売買するために米国にある膨大な資金の均衡を維持する必要のある、外国企業の資産管理である。

### グローバルな存在
ブラウン・ブラザーズは、長年本社を置いてきたウォール街59番地とジャージー・シティのハドソン川を渡った場所のほか、ボストン、シャーロット、シカゴ、ダラス、ロサンゼルス、パームビーチ、フィラデルフィアに国内事務所を、またロンドン、ダブリン、ナポリ、ケイマン諸島、ルクセンブルク、チューリッヒ、香港、東京に海外支店を有する。
同行は1920年代以来ウォール街59番地のビルに本社を置いてきたが、2003年にブロードウェイ140番地のマリーン・ミッドランド・ビルへ本社を移転した。

### 出身の著名人
- 長谷川豊 - ヤマト株式会社4代目代表取締役社長
- 冨田賢 - 立教大学大学院ビジネスデザイン研究科教授 / ティーシーコンサルティング代表取締役社長
- 村田雅志 - 個人投資家／元専修大学大学院経済学研究科 客員教授[9]